# Peut-être
Pour plus de détails, voir Fiche technique et Distribution.
Peut-être est un film français réalisé par Cédric Klapisch, sorti en 1999.

## Synopsis
Le soir du réveillon de l'an 2000, lors d'une fête chez un ami commun à Paris, Arthur et sa copine Lucie s'isolent dans la salle de bain pour faire l'amour. Lucie lui demande de lui faire un enfant. Lui ne se sent pas prêt à être père et refuse catégoriquement.
À minuit passé, quand la fête bat son plein, Arthur vit une expérience troublante. Il découvre dans la salle de bain une entrée vers un cellier qui s'avère être un portail temporel. Il se retrouve transporté en 2070 dans un Paris futuriste ensablé. Il fait alors la rencontre d'un vieux monsieur chevelu, Ako, qui affirme être son fils alors qu'il est lui-même grand-père. Ce patriarche de soixante-dix ans s'efforce de convaincre son géniteur de revenir dans le présent et de faire un enfant à Lucie. Si Arthur refuse, Ako et les membres de sa famille disparaîtront l'un après l'autre.
Arthur se trouve alors confronté à la pression de ses descendants pour qu'ils continuent leur existence.

## Fiche technique
Sauf indication contraire, les informations mentionnées dans cette section peuvent être confirmées par les bases de données cinématographiques IMDb et Allociné,  présentes dans la section « Liens externes ».
- Titre : Peut-être
- Réalisation : Cédric Klapisch
- Scénario : Cédric Klapisch, Santiago Amigorena, Alexis Galmot et Christian Vincent
- Musique : Loïk Dury, Mathieu Dury et Jean-Michel Daviron (crédités collectivement sous le nom LMD)
  - Supervision musicale : Jean-Marc Bakouch
- Photographie : Philippe Le Sourd
- Montage : Francine Sandberg
- Costumes : Jean-Marc Mireté et Odile Hautemulle
- Décors : Taïeb Jallouli et François Emmanuelli
- Production : Aïssa Djabri, Farid Lahouassa et Manuel Munz
- Sociétés de production : Vertigo, PECF et M6 Films, avec la participation de TPS Cinéma
- Société de distribution : Warner Bros. (France et Suisse), Les Films de l'Elysée (Belgique), Equinoxe Films (Canada)
- Société d'effets spéciaux : Duboi
- Budget (estimation) : 12,3 millions d'euros (75 000 000 francs)
- Pays de production :  France
- Langue originale : français
- Format : couleurs - 35 mm - 2,35:1 (Cinemascope) - Dolby stéréo
- Genre : fantastique, comédie dramatique
- Durée : 109 minutes
- Dates de sortie :
  - France : 10 novembre 1999
  - Belgique : 22 décembre 1999

## Distribution
Sauf indication contraire, les informations mentionnées dans cette section peuvent être confirmées par les bases de données cinématographiques IMDb et Allociné,  présentes dans la section « Liens externes ».
- Jean-Paul Belmondo : Ako
- Romain Duris : Arthur
- Jean-Pierre Bacri : le père de Philippe et Clotilde (apparitions en début et fin du film)
- Élisa Servier : la mère de Philippe et Clotilde (apparitions en début et fin du film)
- Géraldine Pailhas : Lucie / Blandine
- Julie Depardieu : Nathalie
- Emmanuelle Devos : Juliette
- Liliane Rovère : Marie-Jeanne
- Bass Dhem : Achille
- Léa Drucker : Clotilde
- Hélène Fillières : Rosemonde
- Dominique Frot : Artémise
- Mathieu Genet : Ulysse
- Olivier Gourmet : Jean-Claude
- Christophe Reymond : Bob
- Lise Lamétrie : Mafalda
- Riton Liebman : Mathieu
- Renée Le Calm : la voisine
- Marceline Loridan-Ivens : Madeleine
- Olivier Py : l'homme vert, un invité du nouvel an
- Ana Galindo : Miss Boy
- Vincent Elbaz : Philippe
- Jocelyn Quivrin : un invité du nouvel an déguisé en Martien
- Cédric Klapisch : l'épicier dans le futur
- Screamin' Jay Hawkins : le chanteur de l'orchestre (dans la fête du futur)
- Olivia Del Rio : la fille nue peinte en noir et blanc (dans la fête du futur)
- Ann'so : la fée cyber techno
- Zinedine Soualem : Kader, le copain de Clotilde
- Lorànt Deutsch : Prince Fur (dans le faux film de science-fiction)
- Cathy Guetta : la DJ en vinyle
- Ceux qui marchent debout : l'orchestre
- Raphael : un invité du nouvel an (figuration)[réf. nécessaire]

## Production
- Le film commence par un faux film de science-fiction volontairement kitsch se déroulant sur une planète appelée Argon 7, avec notamment Lorànt Deutsch parmi les interprètes.
- Dans la dernière, dans la chambre d'Arthur, on peut voir l'affiche du film Pierrot le fou, avec Jean-Paul Belmondo.
- Les scènes de désert ont été tournées à Douz en Tunisie.

## Bande originale du film
Loïk Dury, Mathieu Dury et Jean-Michel Daviron ont composé la musique originale du film sous le nom collectif LMD. Le titre Banane à Paname utilise un sample de The Blues I Love to Sing de Duke Ellington. En outre, la chanson Maybe, interprétée par Screamin' Jay Hawkins, est créée spécifiquement pour le film par Loïk Dury et Liam Farrell (alias Doctor L), tandis que l'autre titre chanté par Screamin' Jay Hawkins, Deep in Love, est antérieur (issu de l'album Real Life de 1983) mais réarrangé par Loïk Dury et Liam Farrell.
La bande originale inclut par ailleurs d'autres titres préexistants, notamment ceux utilisés durant la fête du nouvel an.
Édition originale
| No  | Titre                         | Artiste               | Durée |
| --- | ----------------------------- | --------------------- | ----- |
| 1.  | The Way You Wanna (Do It)     |                       | 3'15  |
| 2.  | Avant l'after                 | LMD                   | 3'37  |
| 3.  | Banane à Paname               | LMD                   | 3'12  |
| 4.  | Maybe                         | Screamin' Jay Hawkins | 4'20  |
| 5.  | Chant enlisé                  | LMD                   | 2'36  |
| 6.  | Moi j'en veux un              | LMD                   | 3'55  |
| 7.  | 2070                          | LMD                   | 4'46  |
| 8.  | Deep in Love                  | Screamin' Jay Hawkins | 5'58  |
| 9.  | Around the House              | Herbert               | 5'41  |
| 10. | U Don't Know Me               | Armand van Helden     | 4'03  |
| 11. | Love Is A Place               | E'MIJ                 | 3'57  |
| 12. | Disco Circus                  | Martin Circus         | 5'38  |
| 13. | Mollo sur le destroy          |                       | 3'24  |
| 14. | Midnight Sperm                | LMD                   | 4'39  |
| 15. | Streets of Calcutta           | Ananda Shankar        | 4'41  |
| 16. | The Rockafeller Skank         | Fatboy Slim           | 3'58  |
| 17. | Come On In (And Stay With Us) | LMD                   | 2'09  |
| 18. | Fighting Spirit               | LMD                   | 1'14  |
| 19. | I've Been Loving You Too Long | Otis Redding          | 2'54  |
| 20. | Panique sur Argon 7           | LMD                   | 0'57  |

## Accueil

### Box-office
- Box-office : 618 301 entrées[Où ?][réf. nécessaire]